# Prince George (Brits-Columbia)
Prince George is een stad in het district Fraser-Fort George in de provincie Brits-Columbia, Canada. Het is met 76.708 inwoners (2021) de grootste stad van Noord-Brits-Columbia en de stad heeft zichzelf uitgeroepen tot de "Northern Capital" van Brits-Columbia.
Prince George ligt op de plek waar de Nechako in de Fraser uitmondt en aan het kruispunt van de Highway 16 en de Highway 97. De stad heeft een belangrijke rol in de economie en cultuur van de provincie en heeft als motto: "Shaping A Northern Destiny", wat Het maken van een noordelijke bestemming betekent.

## Geschiedenis

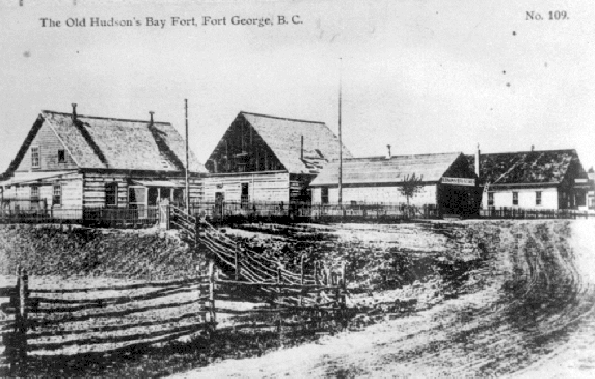
De handelspost

In 1807 bouwde Simon Fraser de North West Company een handelspost die was vernoemd naar koning George III van het Verenigd Koninkrijk. De handelspost was gevestigd in de eeuwenoude Lheidli T'enneh First Nation, wat mensen van de samenvloeiing van de twee rivieren betekent.

### 19e eeuw
In de 19e eeuw bleef de handelspost onveranderd, in tegenstelling tot Fort James dat de belangrijkste handelspost werd van Nieuw Caledonië. Zelfs tijdens de Cariboo Gold Rush was Prince George zo geïsoleerd dat er niks veranderde. Pas na de aanleg van de Caribooweg die door het nabijgelegen plaatsje Quesnel liep werd Prince George een stopplaats voor mijnwerkers die naar Bakerville gingen. In 1867 was er een nieuwe weg af die door Fort George ging.

### Grand Trunk Pacific Railway
Toen in 1903 bekend werd gemaakt dat de Grand Trunk Pacific Railway door Fort George zou lopen, werden er in 1906 boerderijen rond de handelspost gebouwd en in 1909 bouwden bedrijven twee nederzettingen Zuid-Fort George en Centraal-Fort George. Zuid-Fort George lag aan de Fraser in de buurt van de Hudson's Bay Company en Centraal-Fort George lag drie kilometer ten noordwesten van de Nechako. Beide nederzettingen groeiden, doordat George Hammond reclame maakte in Canada en Verenigd Koninkrijk over Fort George. Hij beschreef de plaats dat het de belangrijkste handelsplaats van Canada zou worden door de milde winters, waardoor het geschikt zou zijn voor agrarische bedrijven. In het gebied voeren tien raderboten op de Fraser naar Soda Creek.
De grond van de beide nederzettingen werd te koop gezet met de grond van Birmingham, Fort Salmon en enkele andere plaatsen in de buurt. In 1913 had Prince George 1500 inwoners en had een sterke bevolkingsgroei door de spoorbouwers die in het dorp kwamen wonen. Beide nederzetting dachten dat de Grand Trunk Pacific Railway door hun nederzetting zou gaan, maar tot teleurstelling van beide nederzettingen werd de 5,53 km² tussen de nederzettingen gekocht door Charles Vance Millar, de eigenaar van de Barnard's Express Company, die er zijn grond van wilde maken. Hij kreeg uiteindelijk 0,81 km² van het gebied en hij bouwde de spoorweg. Prince George was toen opgesplitst in vier nederzettingen, namelijk Zuid-Prince George, Centraal-Prince George, Millar Addition en de plaats met het spoorwegstation. George Hammond wilde dat er in elke plaats een station kwam en spande een rechtszaak aan tegen de spoorwegen, maar de spoorwegen wonnen en Prince George werd één plaats. Prince George is waarschijnlijk vernoemd naar prins George, de latere koning George V.

### Oorlog
Door de uitbraak van de Eerste Wereldoorlog in 1914 daalde de economie en stopte de bouw van de Grand Trunk Pacific Railway. In 1918 daalde het aantal inwoners sterk door de uitbraak van de Spaanse griep. Prince George maakte tot de Tweede Wereldoorlog geen bevolkingsgroei mee, onder andere door de Grote Depressie in de jaren dertig. De bevolking van Prince George begon weer te groeien toen er in de Tweede Wereldoorlog een legerkamp voor 6000 soldaten werd gebouwd. Als gevolg van de soldateninstroom begon de economie ook weer te groeien. Na de oorlog was er om de Europese steden te herbouwen veel hout nodig en in Prince George was er een overvloed aan zagerijen, waardoor de economie bleef groeien. In 1952 was de Grand Trunk Pacific Railway na 40 jaar klaar, ook werden er twee snelwegen langs het dorp gebouwd, waardoor het een goede verbinding had. Na een halve eeuw uitbouw van de verkeersinfrastructuur kon Prince George beginnen aan het waarmaken van zijn roeping als "hub" in het centrum van Brits-Columbia.

### Recente geschiedenis
In 1964 werd de eerste pulpfabriek gebouwd, de Prince George Pulp and Paper, en in 1966 kwamen er nog twee pulpfabrieken bij, namelijk de Northwood Pulp en de Intercontinental Pulp. Deze bedrijven hadden werknemers nodig dus werden er de wijken Spruceland, Lakewood, Perry en Highglen bijgebouwd. Daarna werden de plaatsen Zuid-Prince George, Nieuw Zuid-Prince George, Hart en Pineview in 1975 ook onderdeel van Prince George. In 1981 was Prince George met 67.559 inwoners de op een na grootste stad van Brits-Columbia.
In de jaren 90 van de twintigste eeuw begon het bevolkingsaantal van Prince George wat te dalen, na een piek bereikt te hebben in 1996 met 75.150 inwoners.

### IJsblokkade 2007-2008
Omdat Prince George laag ligt en omdat het dicht bij rivieren ligt die in de winter bevriezen, Wordt de stad vaak getroffen door overstromingen. In 2007 stapelde het smeltende ijs zich op tot een file van 6 km, waardoor een groot deel van Prince George overstroomde. Op 11 december 2007 werd er een noodtoestand uitgeroepen en doordat er op 14 januari 2008 nog steeds ijs lag werden er plannen bedacht om het ijs te laten smelten. Nadat het plan in werking was gegaan, was de ijsfile 25 kilometer lang.

## Geografie

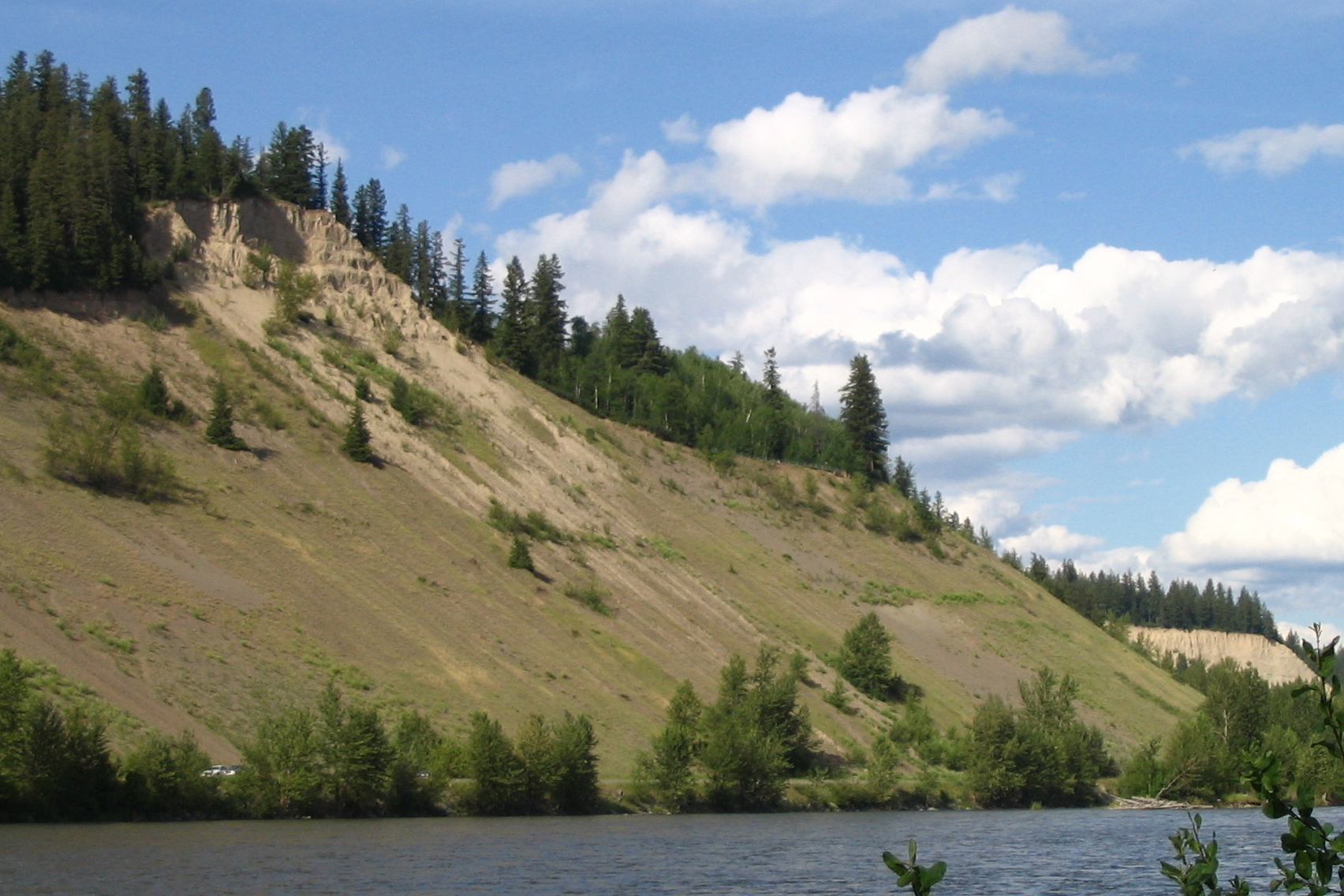
Stootoever van de Nechako

Prince George ligt in het Fraser-Fort George District en dicht bij de grens tussen de noordelijke en de zuidelijke Rocky Mountain Trench. Prince George bestaat uit verschillende stadsdelen, namelijk: Zuid-Fort George, het Hart, een residentieel en licht industrieel stadsdeel boven de Nechako; College Heights, een residentieel en commercieel stadsdeel en Bowl, het stadsdeel in de vallei met onder andere het centrum. Prince George bestaat uit de twee provinciale districten Prince George-Mackenzie en Prince George-Valemount, die voor 2008 Prince George Noord en Prince George-Mount Robson heetten.
In het gebied groeien bunchbessen, blauwe bessen, rozenbottels, aardbeien, frambozen, saskatoonbes, ribessen, kruisbessen, soopbessen en morieljes.

### Klimaat
Prince George heeft volgens de klimaatclassificatie van Köppen een vochtig continentaal klimaat (Dfb). Vroeger had de stad een subarctisch klimaat (Dfc), waarbij de gemiddelde septembertemperatuur lager was dan 10°C. Dit is nu niet meer het geval en volgens de meest recente data is ook de gemiddelde meitemperatuur nu hoger dan 10°C.
De gemiddelde temperatuur in januari is −7,9°C (op de luchthaven, -6.7°C in de stad); de gemiddelde maximumtemperatuur in januari bedraagt -4°C (-2,9°C in de stad). Als de Grote Oceaan het klimaat overheerst, kunnen de temperaturen hoger liggen. Zo was de gemiddelde maximumtemperatuur in januari 2006 1,5°C, maar als de wind van het noordoosten komt, kan het maanden achter elkaar vriezen. In juli is de maximumtemperatuur 22,1°C, maar als de wind van een andere kant komt, kan dat gemakkelijk 10°C zijn. De overgangen van koud naar warm en andersom zijn meestal kort en het regent vrij regelmatig. In vergelijking met andere delen van het binnenland van Brits-Columbia valt er in Prince George relatief veel neerslag: zo'n 595 mm neerslag (waarvan 205 mm als sneeuw). De droogste periode is van februari tot april. De gemiddelde sneeuwval per jaar is 216 cm.
| Maand                       | jan   | feb   | mrt   | apr   | mei  | jun  | jul  | aug  | sep   | okt   | nov   | dec   | Jaar  |
| --------------------------- | ----- | ----- | ----- | ----- | ---- | ---- | ---- | ---- | ----- | ----- | ----- | ----- | ----- |
| Hoogste maximum (°C)        | 12,8  | 12,8  | 19,9  | 29,7  | 36,0 | 33,9 | 35,6 | 33,4 | 31,4  | 25,2  | 18,8  | 11,7  | 36,0  |
| Gemiddeld maximum (°C)      | −4,0  | −0,4  | 5,2   | 11,2  | 16,7 | 20,2 | 22,4 | 22,0 | 16,7  | 9,4   | 1,0   | −3,5  | 9,7   |
| Gemiddelde temperatuur (°C) | −7,9  | −5,0  | −0,2  | 5,0   | 10,1 | 13,8 | 15,8 | 15,0 | 10,4  | 4,5   | −2,5  | −7,2  | 4,3   |
| Gemiddeld minimum (°C)      | −11,7 | −9,6  | −5,6  | −1,1  | 3,4  | 7,3  | 9,1  | 8,0  | 4,0   | −0,5  | −5,9  | −10,9 | −1,1  |
| Laagste minimum (°C)        | −50,0 | −45,0 | −37,8 | −25,6 | −8,3 | −2,8 | −1,7 | −3,9 | −12,2 | −26,5 | −41,7 | −45,6 | −50,0 |
|                             |       |       |       |       |      |      |      |      |       |       |       |       |       |
| Neerslag (mm)               | 53    | 30    | 30    | 36    | 49   | 65   | 62   | 52   | 56    | 63    | 55    | 44    | 595   |

### Watervoorziening
Het kraanwater in Prince George is afkomstig uit de Fraser en uit de Nechako en wordt via elf putten verschoond. Het vuile water wordt gedesinfecteerd met natriumhypochloriet en fluoridering. Het afvalwater gaat naar een waterzuiveringsinstallatie in Lansdowne aan de westzijde van de Fraser of in een van de drie kleinere waterzuiveringsinstallatie aan de oostzijde van de Fraser.

### Luchtvervuiling
In Prince George komt luchtvervuiling voor door onder andere fabrieken (pulpfabrieken, zagerijen en olieraffinaderijen), verwarming, uitstoot van auto's en treinen en bosbranden. Omdat de stad in een vallei ligt, zijn er extra hoge risico's voor blootstelling aan te veel vervuilende stoffen.
In Prince George sterven er jaarlijks meer mensen aan luchtvervuiling dan in andere plaatsen in dezelfde provincie. In de stad zouden er per jaar gemiddeld 81 doden vallen door luchtvervuiling, al valt het moeilijk te bevestigen dat luchtvervuiling effectief de oorzaak is.

## Demografie

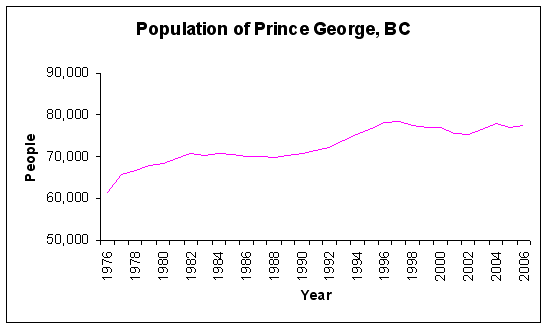
Inwoners van Prince George

In 2001 woonden er 72.406 inwoners en 27.605 huishoudens in Prince George. Van deze huishoudens was 23% ook de enige huisbewoner, dat is minder dan het gemiddelde van de regio (27%) en 31% was een getrouwd stel met kinderen, wat meer is dan het gemiddelde van de regio (26%). Van de huishoudens was 47% een getrouwd stel, minder dan het gemiddelde van 51% in de regio. 90% van de bewoners in de stad is Canadees en 87% heeft Engels als moedertaal. 14% van de inwoners van Prince George heeft een universitaire studie afgerond, dat is bijna twee keer minder dan het regiogemiddelde, en 22% van de inwoners heeft het voortgezet onderwijs niet voltooid, gemiddeld in de regio is dat 19%.

## Geboren
- Carolina Hiller (1997), schaatsster